# 鈴木浩 (ギタリスト)
鈴木 浩（すずき ひろし、1965年10月22日 - ）は、日本のネオアコバンド b-flowerのギタリスト。作曲も手がける。

## 概要
1987年頃に、旧メンバーのギタリスト橋本がやむなく脱退したため、行われたオーディションにより加入が決まった。メンバーの八野は当時の様子をふりかえり、「証券マン（はっきり言って向いてないと思う）として安定した生活を送りながらも『バンドでもせんと、、、』感が強く伝わってきた」と語っている。当時のギタリストにしては珍しく、ザ・スミスやアズテック・カメラが好みのバンドであった。主にエレクトリック・ギターを担当。

## 主な作曲作品
- 始まる もしくはそこで終わる（『World's End Laundry〜メルカトルのための11行詩〜』収録）
- 給水塔から（『Clockwise』収録）、他。